# Teoria de l'aprenentatge
- Les teories de l'aprenentatge pretenen descriure els processos mitjançant els quals tant els éssers humans, com els animals aprenen. Nombrosos psicòlegs i pedagogs han aportat nombroses teories en la matèria.
- Les diverses teories ajuden a comprendre, predir i controlar el comportament humà, elaborant al seu torn estratègies d'aprenentatge i tractant d'explicar com els subjectes accedeixen al coneixement. El seu objecte d'estudi se centra en l'adquisició de destreses i habilitats en el raonament i en l'adquisició de conceptes.
- Les teories de l'aprenentatge conformen un variat conjunt de marcs teòrics que sovint comparteixen aspectes i qüestions o fins i tot, suposen postulats absolutament contradictoris.